# Bythograeidae
Die Bythograeidae sind eine Familie der Krabben (Brachyura) mit 14 Arten und die einzige Familie innerhalb der Überfamilie Bythograedoidea. Sie kommen ausschließlich in der Tiefsee in Tiefen bis zu 4000 Metern an hydrothermalen Quellen vor und sind freilebend.

## Merkmale
Der Carapax ist annähernd oval und breiter als lang: Die Rückenregionen sind nicht abgegrenzt, Ornamentierungen schwach oder fehlend. Der Stirnrand ist kurz. Der vordere Seitenrand ist stark gebogen, glatt oder leicht gesägt. Der hintere Seitenrand verläuft streng konvergierend zum hinteren Carapaxrand und ist deutlich lappen- oder zahnförmig. Ein Überaugenrand ist ausgebildet, aber Augenhöhlen sind nicht abgrenzbar oder ganz fehlend. Die Augen sind stark reduziert, rudimentär, die Augenstoiele kurz, die Cornea rudimentär oder funktionslos. Nahe der Augen und an der Hand des Scherenbeins sind manchmal farbige Sensor-Grübchen ausgebildet. Die Antennulen sind quergefaltet, die Antennen schräg. Endostomiale Leisten sind vorhanden und reichen bis zum vorderen Mundrand. Das Endopodit des ersten Maxilliped weist einen Lappen auf („Portunid-Lappen“).
Die beiden Scherenbeine sind bei Männchen unterschiedlich, eins mit Mahlzahn zum Knacken, eins zum Schneiden mit spitzen Fingern, dessen Schneidekanten deutliche, scharfe Zähne aufweisen. Die Schreitbeine sind meist kräftig, ohne Dactylus-Propodus-Gelenk, aber niemals spatel- oder paddelförmig. Das thorakale Sternum ist relativ schmal. Die pleonalen Somiten 4 und 5 sind bei Männchen unbeweglich verschmolzen, bei Weibchen sind alle Somiten frei. Das erste Gonopodium ist relativ kräftig, leicht gebogen und die Spitze meist einfach. Das zweite Gonopodium ist länglich und kann deutlich länger oder etwas kürzer als das erste sein.

## Systematik
Zur Familie gehören sechs rezente Gattungen:
- Allograea Guinot, Hurtado & Vrijenhoek, 2002
- Austinograea Hessler & Martin, 1989
- Bythograea Williams, 1980
- Cyanagraea Saint Laurent, 1984
- Gandalfus McLay, 2007
- Segonzacia Guinot, 1989